# Finger Point (udde i Sydgeorgien och Sydsandwichöarna)
Finger Point är en udde i Sydgeorgien och Sydsandwichöarna (Storbritannien). Den ligger i den östra delen av Sydgeorgien och Sydsandwichöarna.
Terrängen inåt land är kuperad åt sydost, men söderut är den bergig. Havet är nära Finger Point åt nordväst.  Det finns inga samhällen i närheten. 